# Острянин, Лесько Никитович
Лесько (Александр) Никитович Острянин (Лесько (Олександр) Острянин), годы рождения и смерти неизвестны — стародубский полковник Войска Запорожского, с 17 марта 1665 года по 1667 год.
Соратник гетмана Войска Запорожского (левобережного) Ивана Брюховецкого.
Готовясь к поездке в Москву для подписания с царским правительством в 1665 году Московских статей (добавочные статьи, числом 8, были составлены и подписаны гетманом и прибывшею с ним старшиною), которые впоследствии ограничили автономию Его Царского Пресветлого Величества Войска Запорожского, его гетман Иван Брюховецкий назначил своего сторонника Острянина полковником стародубского полка.
Однако в Москву тот не поехал, оставшись для защиты Левобережья от врагов на время отсутствия гетмана.
Российские власти не забыли о Леське Острянине. Вся малороссийская делегация, в количестве 500 человек (со свитой в 535 человек), прибывшая в Москву, в состав которой входили представители генеральной и полковой старши́ны, мещанства, была встречена с большим почётом. Все они были щедро награждены. Сам гетман  получил от русского правительства боярство и в наследственное владение Шептаковскую волость в Стародубском полку, а Стародубский полковник Острянин, несмотря на своё отсутствие в Москве, получил дворянство и в вечное владение село Яцковичи (теперь в Стародубском районе Брянской области).